# Hrádek (Krajková)
Hrádek (németül: Pürgles) Krajková településrésze Csehországban a Karlovy Vary-i kerület Sokolovi járásában. Központi községétől 2,5 km-re délre fekszik. A 2001-es népszámlálási adatok szerint 15 lakóháza és 5 lakosa van.